# Les Gours

Les Gours este o comună în departamentul Charente, Franța. În 1 ianuarie 2022 avea o populație de 93 de locuitori.